# Kasper Schmeichel
Kasper Peter Schmeichel (Copenaghen, 5 novembre 1986) è un calciatore danese, portiere del Celtic e della nazionale danese, della quale è vice-capitano.
Con la maglia del Leicester City ha vinto un campionato nazionale (2015-2016), una Coppa d'Inghilterra (2020-2021) ed una supercoppa inglese (2021).
A livello individuale è stato premiato per quattro volte come Calciatore danese dell'anno (2016, 2017, 2019, 2020), record condiviso con Brian Laudrup e Christian Eriksen.

## Biografia
È il figlio del celebre Peter Schmeichel, ex calciatore, anch'egli portiere.
È sposato con Stine Gyldenbrand, dal loro matrimonio sono nati due figli: un maschio Max, e una femmina Isabella.

## Caratteristiche tecniche
Nonostante un inizio di carriera un po' stentato, Schmeichel col tempo si è rivelato un estremo difensore molto affidabile e dotato di un ottimo atletismo, diventando uno dei migliori portieri della Premier League durante la sua esperienza al Leicester City. 
Nell'eseguire la parata si avvale maggiormente della respinta ed è abile nell'interferire nella traiettoria di tiro dell'avversario. La sua prontezza di riflessi gli consente di parare le palle calciate con potenza e velocità ma è in grado di impedire agli attaccanti di insaccare il gol anche quando tentano di farlo dalla distanza ravvicinata. Affronta il rivale diretto anche avvalendosi dell'apertura delle braccia in modo da coprire bene la porta oltre a usare bene anche gambe e piedi, inoltre tramite le uscite aumenta il raggio d'azione dei propri movimenti anticipando le azioni degli avversari quando attaccano in area di rigore.

## Carriera

### Club

#### Manchester City e vari prestiti

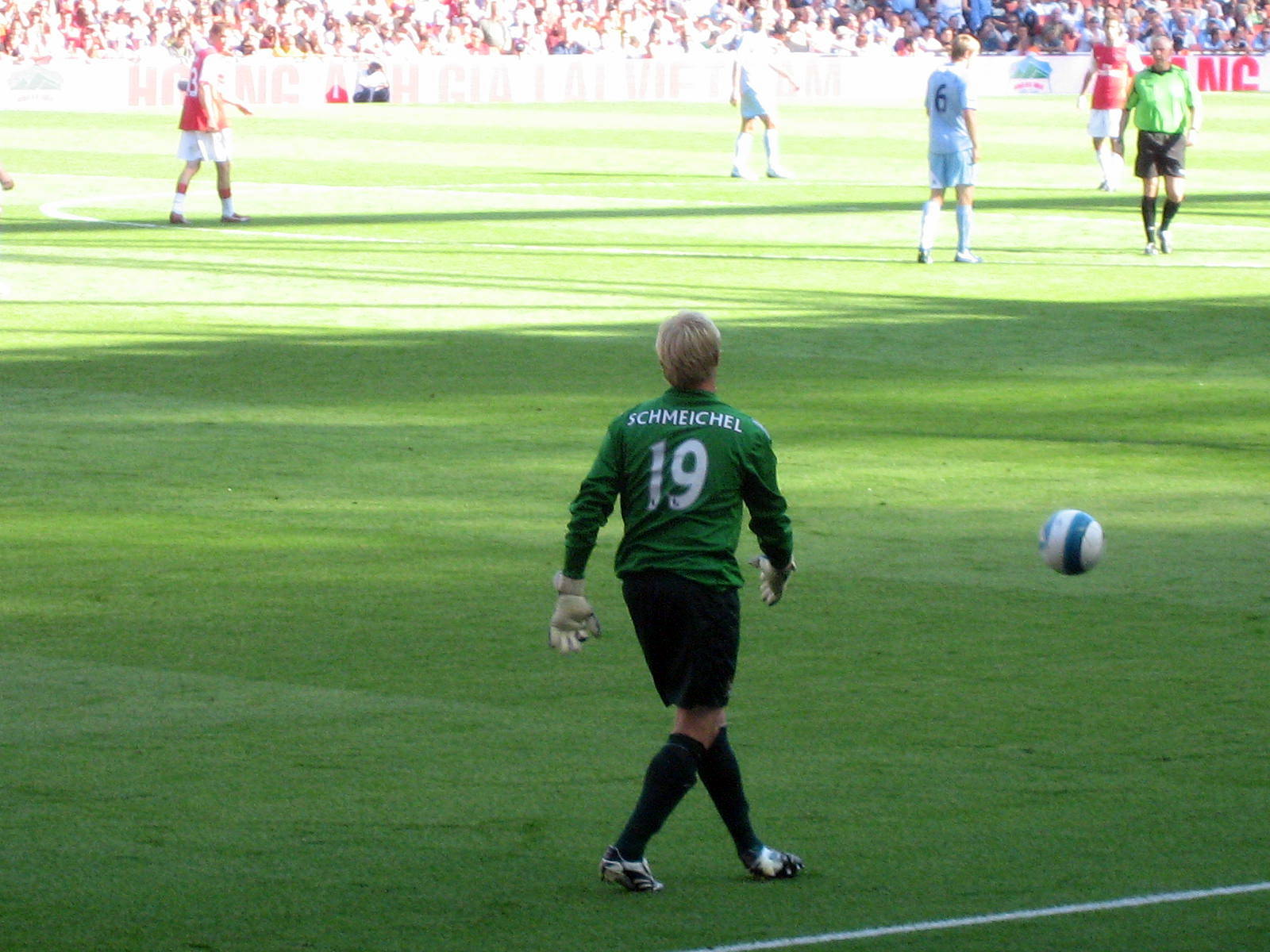
Schmeichel con il Manchester City nel 2007

Inizia la propria carriera sportiva come portiere di pallamano, ma nel 2002, in seguito al trasferimento del padre al Manchester City, approda come portiere di calcio delle giovanili dei Citizens.
Nel gennaio del 2006 viene ceduto in prestito al Darlington, club militante in Football League Two, la quarta divisione calcistica inglese, dove esordisce il 14 dello stesso mese contro il Peterborough Utd. Alla Darlington Arena totalizza 4 presenze e il mese successivo approda, sempre con la formula del prestito, al Bury, dove scende in campo in 29 occasioni nella League Two.
Nel gennaio del 2007 si trasferisce in prestito al Falkirk. Nella Scottish Premier League, massimo campionato scozzese, il portiere danese totalizza 15 presenze e viene nominato migliore in campo nella partita contro i Rangers del 18 febbraio.
Ritorna al Manchester City per la stagione 2007-2008 e complice l'infortunio del collega di reparto Andreas Isaksson, conquista la maglia da titolare fin dall'esordio contro il West Ham Utd dell'11 agosto 2007. Dopodiché viene dato in prestito dapprima al Cardiff City ed in seguito al Coventry City.

#### Notts County e Leeds United
Successivamente ritorna agli Sky Blues dove, chiuso sempre più dai compagni di squadra Shay Given e Joe Hart, decide il 14 agosto 2009 di trasferirsi al Notts County per circa un milione di euro. Il 27 maggio 2010 approda poi al Leeds Utd.

#### Leicester City
Il 27 giugno 2011 si trasferisce al Leicester City, voluto da Sven-Göran Eriksson già suo allenatore ai tempi del Manchester City. In questo club diviene stabilmente titolare per gli anni a venire, vincendo nella stagione 2013-2014 la Championship e ottenendo la promozione in Premier League. L'anno seguente guadagna la salvezza nelle ultime giornate.
Con l'arrivo del nuovo allenatore, Claudio Ranieri, nella stagione 2015-2016 le Foxes si ritrovano stabilmente nella parte alta della classifica, pur subendo numerose reti nella prima parte della stagione. Incrementata la stabilità difensiva, il 2 maggio 2016 il Leicester City, anche grazie alle prestazioni del portiere, vince inaspettatamente il suo primo titolo d'Inghilterra.

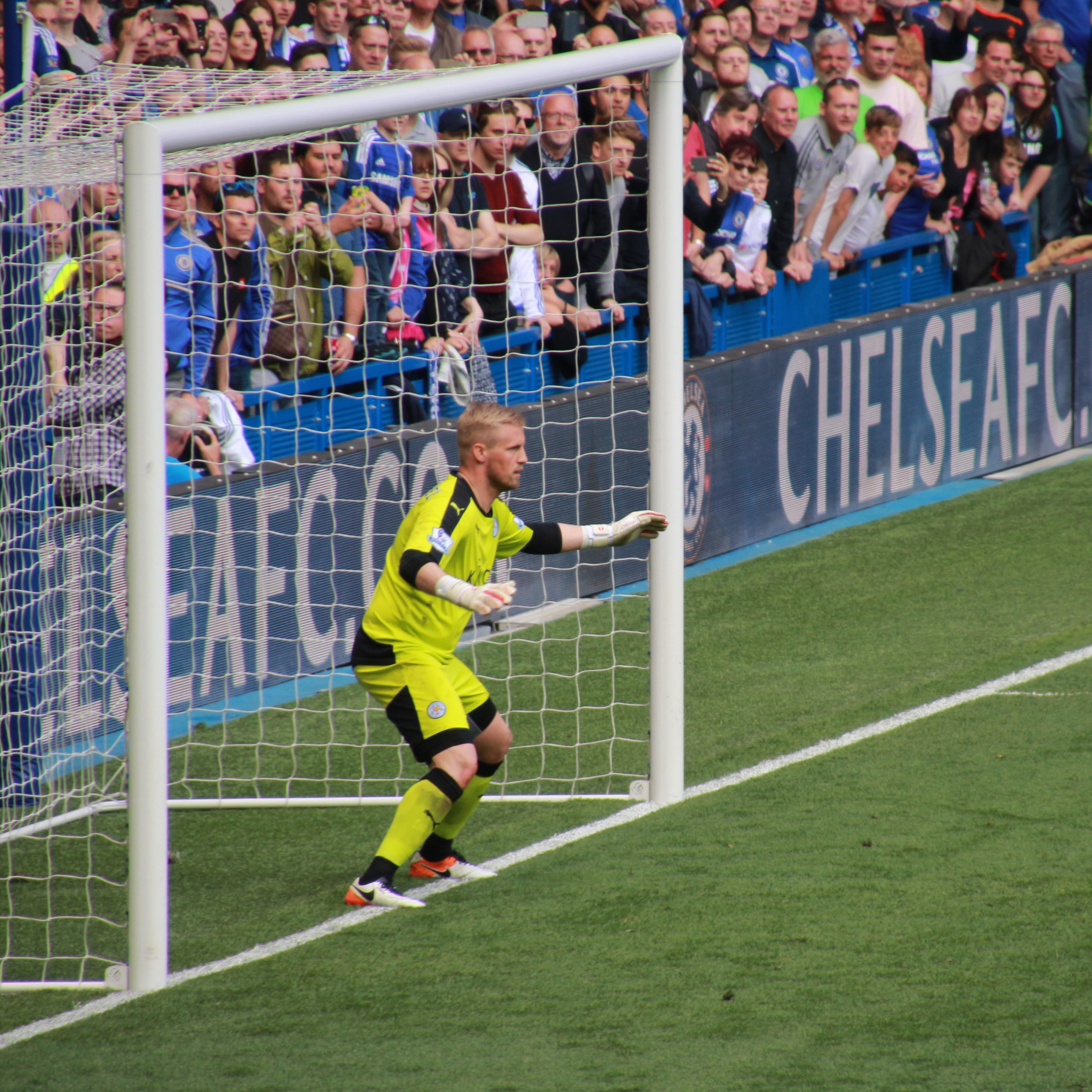
Schmeichel con il Leicester City, nell'anno della vittoria della Premier League

Il 7 gennaio 2021 vince per la quarta volta (seconda consecutiva) il premio di Calciatore danese dell'anno, e il 15 maggio vince l'FA Cup contro il Chelsea per 1-0, con le sue parate Schmeichel lascia la porta inviolata.

#### Nizza e Anderlecht
Il 3 agosto 2022 lascia il Leicester City dopo undici anni passando a titolo definitivo al Nizza.
Il 5 settembre 2023, dopo aver rescisso con il Nizza, sottoscrive un accordo annuale con opzione per un'ulteriore stagione con l'Anderlecht.

#### Celtic
Il 18 luglio 2024 firma un contratto annuale con il Celtic. Vince la Scottish League Cup, battendo in finale i Rangers, la partita con il risultato di 3-3 alla conclusione dei tempi supplementari, vede il Celtic vincitore per 5-4 ai calci di rigore, Schmeichel è determinante parando il tiro dal dischetto di Rıdvan Yılmaz. Con Schmeichel come portiere titolare il Celtic vince il campionato scozzese, perde tuttavia la finale di Coppa di Scozia contro l'Aberdeen, inizialmente in vantaggio di una rete Schmeichel è però autore dell'autogol che porta il risultato al 1-1, dove poi gli avversari vincono per 4-3 ai rigori.

### Nazionale

#### Nazionali giovanili
In giovane età ha fatto parte dell'Under-19, dell'Under-20 e dell'Under-21 danese. Prima di esordire con la nazionale maggiore scandinava era stato ricercato dall'Inghilterra, tuttavia nell'occasione Schmeichel aveva dichiarato di voler vestire solamente la maglia della Danimarca.

#### Nazionale maggiore

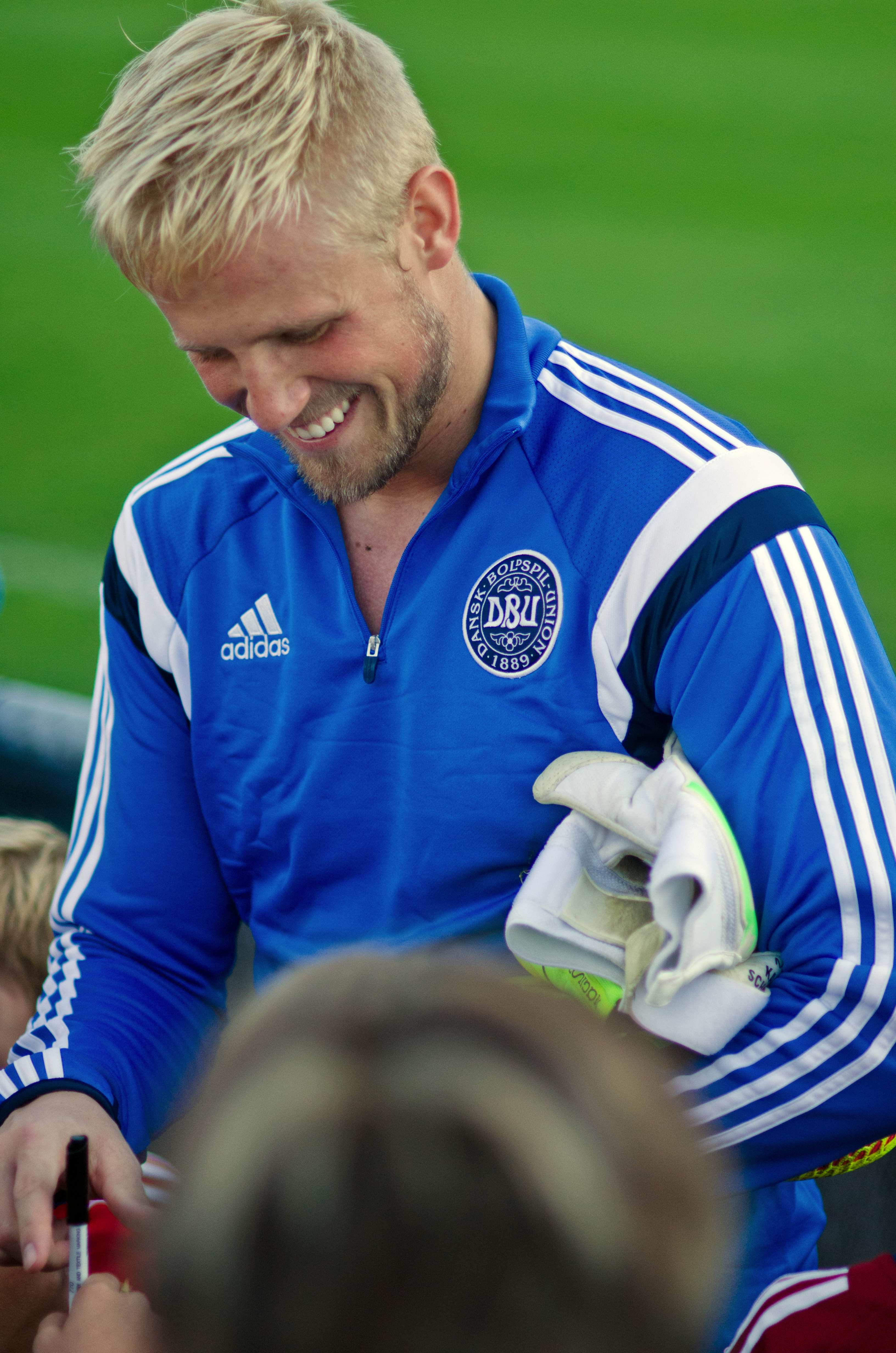
Schmeichel in nazionale nel 2014

Il 13 maggio 2011 arriva la prima convocazione con la nazionale maggiore danese, per la gara contro l'Islanda.
Viene convocato per il campionato d'Europa 2012 in Polonia e Ucraina in sostituzione dell'infortunato Thomas Sørensen. Nonostante ciò, conclude la manifestazione senza aver disputato nemmeno una partita.
Il 6 febbraio 2013 esordisce con la massima selezione nordica nell'amichevole persa 3-0 in casa della Macedonia.
Convocato per il campionato del mondo 2018 in Russia, scende in campo da titolare nelle quattro partite giocate dai danesi, che vengono eliminati ai tiri di rigore agli ottavi di finale dalla Croazia, nonostante i tre rigori parati dal portiere danese, il primo al 116' dei tempi supplementari a Luka Modrić e gli altri due nell'epilgo dal dischetto.
Disputa da titolare anche il campionato d'Europa 2020, tenutosi dall'11 giugno all'11 luglio 2021. Con prestazioni al di sopra della media contribuisce all'approdo della Danimarca alle semifinali del torneo, dove viene eliminata dall'Inghilterra per 2-1 dopo i tempi supplementari.
Convocato anche per il campionato del mondo 2022 in Qatar, gioca da titolare tutte e tre le partite con i danesi che questa volta deludono, venendo eliminati al primo turno dopo la sconfitta per 1-0 contro l’Australia.
Il 23 marzo 2024 raggiunge quota 100 presenze con la selezione danese nell'amichevole pareggiata 0-0 contro la Svizzera. Tre mesi dopo disputa, da titolare e da capitano, il campionato d'Europa 2024, con la sua nazionale che viene eliminata agli ottavi di finale.

## Statistiche

### Presenze e reti nei club
Statistiche aggiornate al 10 agosto 2025.
| Stagione               | Squadra                | Campionato             | Campionato | Campionato | Coppe nazionali | Coppe nazionali | Coppe nazionali | Coppe continentali | Coppe continentali | Coppe continentali | Altre coppe | Altre coppe | Altre coppe | Totale | Totale |
| Stagione               | Squadra                | Comp                   | Pres       | Reti       | Comp            | Pres            | Reti            | Comp               | Pres               | Reti               | Comp        | Pres        | Reti        | Pres   | Reti   |
| ---------------------- | ---------------------- | ---------------------- | ---------- | ---------- | --------------- | --------------- | --------------- | ------------------ | ------------------ | ------------------ | ----------- | ----------- | ----------- | ------ | ------ |
| gen. 2006              | Darlington             | FL2                    | 4          | -1         | FACup+CdL       | 0+0             | 0               | -                  | -                  | -                  | -           | -           | -           | 4      | -1     |
| feb.-mag. 2006         | Bury                   | FL2                    | 15         | -14        | FACup+CdL       | 0+0             | 0               | -                  | -                  | -                  | -           | -           | -           | 15     | -14    |
| ago.-nov.2006          | Bury                   | FL2                    | 14         | -13        | FACup+CdL       | 0+0             | 0               | -                  | -                  | -                  | -           | -           | -           | 14     | -13    |
| Totale Bury            | Totale Bury            | Totale Bury            | 29         | -27        |                 | 0               | 0               |                    | -                  | -                  |             | -           | -           | 29     | -27    |
| gen.-giu. 2007         | Falkirk                | SPL                    | 15         | -12        | SC+CdL          | 1+1             | -3 + 0          | -                  | -                  | -                  | -           | -           | -           | 17     | -15    |
| ago.-ott. 2007         | Manchester City        | PL                     | 7          | -5         | FACup+CdL       | 0+0             | 0               | -                  | -                  | -                  | -           | -           | -           | 7      | -5     |
| ott.2007-gen. 2008     | Cardiff City           | FLC                    | 14         | -14        | FACup+CdL       | 0+0             | 0               | -                  | -                  | -                  | -           | -           | -           | 14     | -14    |
| mar.-giu. 2008         | Coventry City          | FLC                    | 9          | -12        | FACup+CdL       | 0+0             | 0               | -                  | -                  | -                  | -           | -           | -           | 9      | -12    |
| 2008-2009              | Manchester City        | PL                     | 1          | -1         | FACup+CdL       | 0+1             | 0 + -2          | CU                 | 1                  | -3                 | -           | -           | -           | 3      | -6     |
| Totale Manchester City | Totale Manchester City | Totale Manchester City | 8          | -6         |                 | 1               | -2              |                    | 1                  | -3                 |             | -           | -           | 10     | -11    |
| 2009-2010              | Notts County           | FL2                    | 43         | -29        | FACup+CdL       | 5+0             | -8 + 0          | -                  | -                  | -                  | FLT         | 1           | -2          | 49     | -39    |
| 2010-2011              | Leeds Utd              | FLC                    | 37         | -51        | FACup+CdL       | 2+1             | -4 + 0          | -                  | -                  | -                  | -           | -           | -           | 40     | -55    |
| 2011-2012              | Leicester City         | FLC                    | 46         | -54        | FACup+CdL       | 5+1             | -6 + -1         | -                  | -                  | -                  | -           | -           | -           | 52     | -61    |
| 2012-2013              | Leicester City         | FLC                    | 46+2       | -48 + -3   | FACup+CdL       | 3+2             | -3 + -4         | -                  | -                  | -                  | -           | -           | -           | 53     | -58    |
| 2013-2014              | Leicester City         | FLC                    | 46         | -43        | FACup+CdL       | 1+4             | -2 + -8         | -                  | -                  | -                  | -           | -           | -           | 51     | -53    |
| 2014-2015              | Leicester City         | PL                     | 24         | -37        | FACup+CdL       | 0+0             | 0               | -                  | -                  | -                  | -           | -           | -           | 24     | -37    |
| 2015-2016              | Leicester City         | PL                     | 38         | -36        | FACup+CdL       | 2+0             | -4 + 0          | -                  | -                  | -                  | -           | -           | -           | 40     | -40    |
| 2016-2017              | Leicester City         | PL                     | 30         | -47        | FACup+CdL       | 2+0             | -3 + 0          | UCL                | 8                  | -4                 | CS          | 1           | -2          | 41     | -56    |
| 2017-2018              | Leicester City         | PL                     | 33         | -47        | FACup+CdL       | 2+0             | -2 + 0          | -                  | -                  | -                  | -           | -           | -           | 35     | -49    |
| 2018-2019              | Leicester City         | PL                     | 38         | -48        | FACup+CdL       | 0+0             | 0               | -                  | -                  | -                  | -           | -           | -           | 38     | -48    |
| 2019-2020              | Leicester City         | PL                     | 38         | -41        | FACup+CdL       | 2+4             | -1 + -6         | -                  | -                  | -                  | -           | -           | -           | 44     | -48    |
| 2020-2021              | Leicester City         | PL                     | 38         | -50        | FACup+CdL       | 4+0             | -1+0            | UEL                | 6                  | -6                 | -           | -           | -           | 48     | -57    |
| 2021-2022              | Leicester City         | PL                     | 37         | -58        | FACup+CdL       | 0+1             | 0+ -3           | UEL+UECL           | 6+8                | -11 + - 7          | CS          | 1           | 0           | 53     | -79    |
| Totale Leicester City  | Totale Leicester City  | Totale Leicester City  | 414+2      | -509 + -3  |                 | 33              | -46             |                    | 28                 | -28                |             | 2           | -2          | 479    | -588   |
| 2022-2023              | Nizza                  | L1                     | 36         | -35        | CF              | 1               | -1              | UECL               | 9                  | -11                | -           | -           | -           | 46     | -47    |
| 2023-2024              | Anderlecht             | D1                     | 31         | -31        | CB              | 1               | -2              |                    | -                  | -                  | -           | -           | -           | 32     | -33    |
| 2024-2025              | Celtic                 | SP                     | 30+2       | -20 + -2   | SC+CdL          | 3+4             | -2 + -6         | UCL                | 10                 | -17                | -           | -           | -           | 49     | -47    |
| 2025-2026              | Celtic                 | SP                     | 2          | 0          | SC+CdL          | 0+0             | 0+0             | UCL                | 0                  | 0                  | -           | -           | -           | 2      | 0      |
| Totale Celtic          | Totale Celtic          | Totale Celtic          | 32+2       | -20 + -2   |                 | 7               | -8              |                    | 10                 | -17                |             | -           | -           | 51     | -47    |
| Totale carriera        | Totale carriera        | Totale carriera        | 672+2      | -750 + -3  |                 | 53              | -74             |                    | 48                 | -59                |             | 3           | -4          | 778    | -890   |

### Cronologia presenze e reti in nazionale
| Cronologia completa delle presenze e delle reti in nazionale ― Danimarca | Cronologia completa delle presenze e delle reti in nazionale ― Danimarca | Cronologia completa delle presenze e delle reti in nazionale ― Danimarca | Cronologia completa delle presenze e delle reti in nazionale ― Danimarca | Cronologia completa delle presenze e delle reti in nazionale ― Danimarca | Cronologia completa delle presenze e delle reti in nazionale ― Danimarca | Cronologia completa delle presenze e delle reti in nazionale ― Danimarca | Cronologia completa delle presenze e delle reti in nazionale ― Danimarca |
| Data                                                                     | Città                                                                    | In casa                                                                  | Risultato                                                                | Ospiti                                                                   | Competizione                                                             | Reti                                                                     | Note                                                                     |
| ------------------------------------------------------------------------ | ------------------------------------------------------------------------ | ------------------------------------------------------------------------ | ------------------------------------------------------------------------ | ------------------------------------------------------------------------ | ------------------------------------------------------------------------ | ------------------------------------------------------------------------ | ------------------------------------------------------------------------ |
| 6-2-2013                                                                 | Skopje                                                                   | Macedonia                                                                | 3 – 0                                                                    | Danimarca                                                                | Amichevole                                                               | -3                                                                       |                                                                          |
| 15-10-2013                                                               | Copenaghen                                                               | Danimarca                                                                | 6 – 0                                                                    | Malta                                                                    | Qual. Mondiali 2014                                                      | -                                                                        |                                                                          |
| 5-3-2014                                                                 | Londra                                                                   | Inghilterra                                                              | 1 – 0                                                                    | Danimarca                                                                | Amichevole                                                               | -1                                                                       |                                                                          |
| 28-5-2014                                                                | Copenaghen                                                               | Danimarca                                                                | 1 – 0                                                                    | Svezia                                                                   | Amichevole                                                               | -                                                                        |                                                                          |
| 3-9-2014                                                                 | Odense                                                                   | Danimarca                                                                | 1 – 2                                                                    | Turchia                                                                  | Amichevole                                                               | -2                                                                       |                                                                          |
| 7-9-2014                                                                 | Copenaghen                                                               | Danimarca                                                                | 2 – 1                                                                    | Armenia                                                                  | Qual. Euro 2016                                                          | -1                                                                       |                                                                          |
| 11-10-2014                                                               | Elbasan                                                                  | Albania                                                                  | 1 – 1                                                                    | Danimarca                                                                | Qual. Euro 2016                                                          | -1                                                                       |                                                                          |
| 14-10-2014                                                               | Copenaghen                                                               | Danimarca                                                                | 0 – 1                                                                    | Portogallo                                                               | Qual. Euro 2016                                                          | -1                                                                       |                                                                          |
| 14-11-2014                                                               | Belgrado                                                                 | Serbia                                                                   | 1 – 3                                                                    | Danimarca                                                                | Qual. Euro 2016                                                          | -1                                                                       |                                                                          |
| 29-3-2015                                                                | Saint-Étienne                                                            | Francia                                                                  | 2 – 0                                                                    | Danimarca                                                                | Amichevole                                                               | -2                                                                       |                                                                          |
| 8-6-2015                                                                 | Viborg                                                                   | Danimarca                                                                | 2 – 1                                                                    | Montenegro                                                               | Amichevole                                                               | -1                                                                       |                                                                          |
| 13-6-2015                                                                | Copenaghen                                                               | Danimarca                                                                | 2 – 0                                                                    | Serbia                                                                   | Qual. Euro 2016                                                          | -                                                                        |                                                                          |
| 4-9-2015                                                                 | Copenaghen                                                               | Danimarca                                                                | 0 – 0                                                                    | Albania                                                                  | Qual. Euro 2016                                                          | -                                                                        |                                                                          |
| 7-9-2015                                                                 | Erevan                                                                   | Armenia                                                                  | 0 – 0                                                                    | Danimarca                                                                | Qual. Euro 2016                                                          | -                                                                        |                                                                          |
| 8-10-2015                                                                | Braga                                                                    | Portogallo                                                               | 1 – 0                                                                    | Danimarca                                                                | Qual. Euro 2016                                                          | -1                                                                       |                                                                          |
| 11-10-2015                                                               | Copenaghen                                                               | Danimarca                                                                | 1 – 2                                                                    | Francia                                                                  | Amichevole                                                               | -2                                                                       |                                                                          |
| 14-11-2015                                                               | Solna                                                                    | Svezia                                                                   | 2 – 1                                                                    | Danimarca                                                                | Qual. Euro 2016                                                          | -2                                                                       |                                                                          |
| 17-11-2015                                                               | Copenaghen                                                               | Danimarca                                                                | 2 – 2                                                                    | Svezia                                                                   | Qual. Euro 2016                                                          | -2                                                                       |                                                                          |
| 24-3-2016                                                                | Herning                                                                  | Danimarca                                                                | 2 – 1                                                                    | Islanda                                                                  | Amichevole                                                               | -1                                                                       |                                                                          |
| 29-3-2016                                                                | Glasgow                                                                  | Scozia                                                                   | 1 – 0                                                                    | Danimarca                                                                | Amichevole                                                               | -1                                                                       | 46’                                                                      |
| 3-6-2016                                                                 | Toyota                                                                   | Bosnia ed Erzegovina                                                     | 2 – 2 (4 – 3 dtr)                                                        | Danimarca                                                                | Kirin Cup                                                                | -2                                                                       |                                                                          |
| 7-6-2016                                                                 | Suita                                                                    | Danimarca                                                                | 4 – 0                                                                    | Bulgaria                                                                 | Kirin Cup                                                                | -                                                                        |                                                                          |
| 8-10-2016                                                                | Varsavia                                                                 | Polonia                                                                  | 3 – 2                                                                    | Danimarca                                                                | Qual. Mondiali 2018                                                      | -3                                                                       | 36’                                                                      |
| 11-10-2016                                                               | Copenaghen                                                               | Danimarca                                                                | 0 – 1                                                                    | Montenegro                                                               | Qual. Mondiali 2018                                                      | -1                                                                       |                                                                          |
| 26-3-2017                                                                | Cluj-Napoca                                                              | Romania                                                                  | 0 – 0                                                                    | Danimarca                                                                | Qual. Mondiali 2018                                                      | -                                                                        |                                                                          |
| 1-9-2017                                                                 | Copenaghen                                                               | Danimarca                                                                | 4 – 0                                                                    | Polonia                                                                  | Qual. Mondiali 2018                                                      | -                                                                        |                                                                          |
| 4-9-2017                                                                 | Erevan                                                                   | Armenia                                                                  | 1 – 4                                                                    | Danimarca                                                                | Qual. Mondiali 2018                                                      | -1                                                                       |                                                                          |
| 5-10-2017                                                                | Podgorica                                                                | Montenegro                                                               | 0 – 1                                                                    | Danimarca                                                                | Qual. Mondiali 2018                                                      | -                                                                        |                                                                          |
| 8-10-2017                                                                | Copenaghen                                                               | Danimarca                                                                | 1 – 1                                                                    | Romania                                                                  | Qual. Mondiali 2018                                                      | -1                                                                       |                                                                          |
| 11-11-2017                                                               | Copenaghen                                                               | Danimarca                                                                | 0 – 0                                                                    | Irlanda                                                                  | Qual. Mondiali 2018                                                      | -                                                                        |                                                                          |
| 14-11-2017                                                               | Dublino                                                                  | Irlanda                                                                  | 1 – 5                                                                    | Danimarca                                                                | Qual. Mondiali 2018                                                      | -1                                                                       |                                                                          |
| 22-3-2018                                                                | Brøndby                                                                  | Danimarca                                                                | 1 – 0                                                                    | Panama                                                                   | Amichevole                                                               | -                                                                        |                                                                          |
| 27-3-2018                                                                | Aalborg                                                                  | Danimarca                                                                | 0 – 0                                                                    | Cile                                                                     | Amichevole                                                               | -                                                                        |                                                                          |
| 2-6-2018                                                                 | Solna                                                                    | Svezia                                                                   | 0 – 0                                                                    | Danimarca                                                                | Amichevole                                                               | -                                                                        |                                                                          |
| 9-6-2018                                                                 | Brøndby                                                                  | Danimarca                                                                | 2 – 0                                                                    | Messico                                                                  | Amichevole                                                               | -                                                                        |                                                                          |
| 16-6-2018                                                                | Saransk                                                                  | Perù                                                                     | 0 – 1                                                                    | Danimarca                                                                | Mondiali 2018 - 1º turno                                                 | -                                                                        |                                                                          |
| 21-6-2018                                                                | Samara                                                                   | Danimarca                                                                | 1 – 1                                                                    | Australia                                                                | Mondiali 2018 - 1º turno                                                 | -1                                                                       |                                                                          |
| 26-6-2018                                                                | Mosca                                                                    | Danimarca                                                                | 0 – 0                                                                    | Francia                                                                  | Mondiali 2018 - 1º turno                                                 | -                                                                        |                                                                          |
| 1-7-2018                                                                 | Nižnij Novgorod                                                          | Croazia                                                                  | 1 – 1 dts (3 – 2 dtr)                                                    | Danimarca                                                                | Mondiali 2018 - Ottavi di finale                                         | -1                                                                       |                                                                          |
| 9-9-2018                                                                 | Aarhus                                                                   | Danimarca                                                                | 2 – 0                                                                    | Galles                                                                   | UEFA Nations League 2018-2019 - 1º turno                                 | -                                                                        | 90’                                                                      |
| 13-10-2018                                                               | Dublino                                                                  | Irlanda                                                                  | 0 – 0                                                                    | Danimarca                                                                | UEFA Nations League 2018-2019 - 1º turno                                 | -                                                                        |                                                                          |
| 16-10-2018                                                               | Herning                                                                  | Danimarca                                                                | 2 – 0                                                                    | Austria                                                                  | Amichevole                                                               | -                                                                        |                                                                          |
| 16-11-2018                                                               | Cardiff                                                                  | Galles                                                                   | 1 – 2                                                                    | Danimarca                                                                | UEFA Nations League 2018-2019 - 1º turno                                 | -1                                                                       | 90+4’                                                                    |
| 21-3-2019                                                                | Pristina                                                                 | Kosovo                                                                   | 2 – 2                                                                    | Danimarca                                                                | Amichevole                                                               | -2                                                                       | Cap.                                                                     |
| 26-3-2019                                                                | Basilea                                                                  | Svizzera                                                                 | 3 – 3                                                                    | Danimarca                                                                | Qual. Euro 2020                                                          | -3                                                                       |                                                                          |
| 7-6-2019                                                                 | Copenaghen                                                               | Danimarca                                                                | 1 – 1                                                                    | Irlanda                                                                  | Qual. Euro 2020                                                          | -1                                                                       |                                                                          |
| 10-6-2019                                                                | Copenaghen                                                               | Danimarca                                                                | 5 – 1                                                                    | Georgia                                                                  | Qual. Euro 2020                                                          | -1                                                                       |                                                                          |
| 5-9-2019                                                                 | Gibilterra                                                               | Gibilterra                                                               | 0 – 6                                                                    | Danimarca                                                                | Qual. Euro 2020                                                          | -                                                                        |                                                                          |
| 8-9-2019                                                                 | Tbilisi                                                                  | Georgia                                                                  | 0 – 0                                                                    | Danimarca                                                                | Qual. Euro 2020                                                          | -                                                                        |                                                                          |
| 12-10-2019                                                               | Copenaghen                                                               | Danimarca                                                                | 1 – 0                                                                    | Svizzera                                                                 | Qual. Euro 2020                                                          | -                                                                        |                                                                          |
| 15-10-2019                                                               | Aalborg                                                                  | Danimarca                                                                | 4 – 0                                                                    | Lussemburgo                                                              | Amichevole                                                               | -                                                                        |                                                                          |
| 15-11-2019                                                               | Copenaghen                                                               | Danimarca                                                                | 6 – 0                                                                    | Gibilterra                                                               | Qual. Euro 2020                                                          | -                                                                        |                                                                          |
| 18-11-2019                                                               | Dublino                                                                  | Irlanda                                                                  | 1 – 1                                                                    | Danimarca                                                                | Qual. Euro 2020                                                          | -1                                                                       |                                                                          |
| 5-9-2020                                                                 | Copenaghen                                                               | Danimarca                                                                | 0 – 2                                                                    | Belgio                                                                   | UEFA Nations League 2020-2021 - 1º turno                                 | -2                                                                       |                                                                          |
| 8-9-2020                                                                 | Copenaghen                                                               | Danimarca                                                                | 0 – 0                                                                    | Inghilterra                                                              | UEFA Nations League 2020-2021 - 1º turno                                 | -                                                                        | Cap.                                                                     |
| 7-10-2020                                                                | Herning                                                                  | Danimarca                                                                | 4 – 0                                                                    | Fær Øer                                                                  | Amichevole                                                               | -                                                                        | Cap.                                                                     |
| 11-10-2020                                                               | Reykjavík                                                                | Islanda                                                                  | 0 – 3                                                                    | Danimarca                                                                | UEFA Nations League 2020-2021 - 1º turno                                 | -                                                                        |                                                                          |
| 14-10-2020                                                               | Londra                                                                   | Inghilterra                                                              | 0 – 1                                                                    | Danimarca                                                                | UEFA Nations League 2020-2021 - 1º turno                                 | -                                                                        |                                                                          |
| 15-11-2020                                                               | Copenaghen                                                               | Danimarca                                                                | 2 – 1                                                                    | Islanda                                                                  | UEFA Nations League 2020-2021 - 1º turno                                 | -                                                                        | 46’                                                                      |
| 18-11-2020                                                               | Lovanio                                                                  | Belgio                                                                   | 4 – 2                                                                    | Danimarca                                                                | UEFA Nations League 2020-2021 - 1º turno                                 | -4                                                                       |                                                                          |
| 25-3-2021                                                                | Tel Aviv                                                                 | Israele                                                                  | 0 – 2                                                                    | Danimarca                                                                | Qual. Mondiali 2022                                                      | -                                                                        | 54’                                                                      |
| 28-3-2021                                                                | Herning                                                                  | Danimarca                                                                | 8 – 0                                                                    | Moldavia                                                                 | Qual. Mondiali 2022                                                      | -                                                                        | Cap.                                                                     |
| 31-3-2021                                                                | Vienna                                                                   | Austria                                                                  | 0 – 4                                                                    | Danimarca                                                                | Qual. Mondiali 2022                                                      | -                                                                        |                                                                          |
| 2-6-2021                                                                 | Innsbruck                                                                | Germania                                                                 | 1 – 1                                                                    | Danimarca                                                                | Amichevole                                                               | -1                                                                       |                                                                          |
| 6-6-2021                                                                 | Brøndby                                                                  | Danimarca                                                                | 2 – 0                                                                    | Bosnia ed Erzegovina                                                     | Amichevole                                                               | -                                                                        |                                                                          |
| 12-6-2021                                                                | Copenaghen                                                               | Danimarca                                                                | 0 – 1                                                                    | Finlandia                                                                | Euro 2020 - 1º turno                                                     | -1                                                                       |                                                                          |
| 17-6-2021                                                                | Copenaghen                                                               | Danimarca                                                                | 1 – 2                                                                    | Belgio                                                                   | Euro 2020 - 1º turno                                                     | -2                                                                       |                                                                          |
| 21-6-2021                                                                | Copenaghen                                                               | Russia                                                                   | 1 – 4                                                                    | Danimarca                                                                | Euro 2020 - 1º turno                                                     | -1                                                                       |                                                                          |
| 26-6-2021                                                                | Amsterdam                                                                | Galles                                                                   | 0 – 4                                                                    | Danimarca                                                                | Euro 2020 - Ottavi di finale                                             | -                                                                        |                                                                          |
| 3-7-2021                                                                 | Baku                                                                     | Rep. Ceca                                                                | 1 – 2                                                                    | Danimarca                                                                | Euro 2020 - Quarti di finale                                             | -1                                                                       |                                                                          |
| 7-7-2021                                                                 | Londra                                                                   | Inghilterra                                                              | 2 – 1 dts                                                                | Danimarca                                                                | Euro 2020 - Semifinale                                                   | -2                                                                       |                                                                          |
| 1-9-2021                                                                 | Copenaghen                                                               | Danimarca                                                                | 2 – 0                                                                    | Scozia                                                                   | Qual. Mondiali 2022                                                      | -                                                                        |                                                                          |
| 4-9-2021                                                                 | Tórshavn                                                                 | Fær Øer                                                                  | 0 – 1                                                                    | Danimarca                                                                | Qual. Mondiali 2022                                                      | -                                                                        | Cap.                                                                     |
| 7-9-2021                                                                 | Copenaghen                                                               | Danimarca                                                                | 5 – 0                                                                    | Israele                                                                  | Qual. Mondiali 2022                                                      | -                                                                        |                                                                          |
| 9-10-2021                                                                | Chișinău                                                                 | Moldavia                                                                 | 0 – 4                                                                    | Danimarca                                                                | Qual. Mondiali 2022                                                      | -                                                                        |                                                                          |
| 12-10-2021                                                               | Copenaghen                                                               | Danimarca                                                                | 1 – 0                                                                    | Austria                                                                  | Qual. Mondiali 2022                                                      | -                                                                        |                                                                          |
| 12-11-2021                                                               | Copenaghen                                                               | Danimarca                                                                | 3 – 1                                                                    | Fær Øer                                                                  | Qual. Mondiali 2022                                                      | -1                                                                       |                                                                          |
| 15-11-2021                                                               | Glasgow                                                                  | Scozia                                                                   | 2 – 0                                                                    | Danimarca                                                                | Qual. Mondiali 2022                                                      | -2                                                                       | 21’                                                                      |
| 26-3-2022                                                                | Amsterdam                                                                | Paesi Bassi                                                              | 4 – 2                                                                    | Danimarca                                                                | Amichevole                                                               | -4                                                                       | Cap.                                                                     |
| 29-3-2022                                                                | Copenaghen                                                               | Danimarca                                                                | 3 – 0                                                                    | Serbia                                                                   | Amichevole                                                               | -                                                                        |                                                                          |
| 3-6-2022                                                                 | Saint-Denis                                                              | Francia                                                                  | 1 – 2                                                                    | Danimarca                                                                | UEFA Nations League 2022-2023 - 1º turno                                 | -1                                                                       | Cap.                                                                     |
| 6-6-2022                                                                 | Vienna                                                                   | Austria                                                                  | 1 – 2                                                                    | Danimarca                                                                | UEFA Nations League 2022-2023 - 1º turno                                 | -1                                                                       | Cap.                                                                     |
| 10-6-2022                                                                | Copenaghen                                                               | Danimarca                                                                | 0 – 1                                                                    | Croazia                                                                  | UEFA Nations League 2022-2023 - 1º turno                                 | -1                                                                       |                                                                          |
| 13-6-2022                                                                | Copenaghen                                                               | Danimarca                                                                | 2 – 0                                                                    | Austria                                                                  | UEFA Nations League 2022-2023 - 1º turno                                 | -                                                                        | Cap.                                                                     |
| 22-9-2022                                                                | Zagabria                                                                 | Croazia                                                                  | 2 – 1                                                                    | Danimarca                                                                | UEFA Nations League 2022-2023 - 1º turno                                 | -2                                                                       |                                                                          |
| 25-9-2022                                                                | Copenaghen                                                               | Danimarca                                                                | 2 – 0                                                                    | Francia                                                                  | UEFA Nations League 2022-2023 - 1º turno                                 | -                                                                        | Cap.                                                                     |
| 22-11-2022                                                               | Al Rayyan                                                                | Danimarca                                                                | 0 – 0                                                                    | Tunisia                                                                  | Mondiali 2022 - 1º turno                                                 | -                                                                        |                                                                          |
| 26-11-2022                                                               | Doha                                                                     | Francia                                                                  | 2 – 1                                                                    | Danimarca                                                                | Mondiali 2022 - 1º turno                                                 | -2                                                                       | Cap.                                                                     |
| 30-11-2022                                                               | Al Wakrah                                                                | Australia                                                                | 1 – 0                                                                    | Danimarca                                                                | Mondiali 2022 - 1º turno                                                 | -1                                                                       |                                                                          |
| 23-3-2023                                                                | Copenaghen                                                               | Danimarca                                                                | 3 – 1                                                                    | Finlandia                                                                | Qual. Euro 2024                                                          | -1                                                                       |                                                                          |
| 26-3-2023                                                                | Astana                                                                   | Kazakistan                                                               | 3 – 2                                                                    | Danimarca                                                                | Qual. Euro 2024                                                          | -3                                                                       |                                                                          |
| 16-6-2023                                                                | Copenaghen                                                               | Danimarca                                                                | 1 – 0                                                                    | Irlanda del Nord                                                         | Qual. Euro 2024                                                          | -                                                                        |                                                                          |
| 19-6-2023                                                                | Lubiana                                                                  | Slovenia                                                                 | 1 – 1                                                                    | Danimarca                                                                | Qual. Euro 2024                                                          | -1                                                                       |                                                                          |
| 7-9-2023                                                                 | Copenaghen                                                               | Danimarca                                                                | 4 – 0                                                                    | San Marino                                                               | Qual. Euro 2024                                                          | -                                                                        |                                                                          |
| 10-9-2023                                                                | Helsinki                                                                 | Finlandia                                                                | 0 – 1                                                                    | Danimarca                                                                | Qual. Euro 2024                                                          | -                                                                        | Cap.                                                                     |
| 14-10-2023                                                               | Copenaghen                                                               | Danimarca                                                                | 3 – 1                                                                    | Kazakistan                                                               | Qual. Euro 2024                                                          | -1                                                                       |                                                                          |
| 17-10-2023                                                               | Serravalle                                                               | San Marino                                                               | 1 – 2                                                                    | Danimarca                                                                | Qual. Euro 2024                                                          | -1                                                                       |                                                                          |
| 17-11-2023                                                               | Copenaghen                                                               | Danimarca                                                                | 2 – 1                                                                    | Slovenia                                                                 | Qual. Euro 2024                                                          | -1                                                                       | Cap.                                                                     |
| 20-11-2023                                                               | Belfast                                                                  | Irlanda del Nord                                                         | 2 – 0                                                                    | Danimarca                                                                | Qual. Euro 2024                                                          | -2                                                                       | Cap.                                                                     |
| 23-3-2024                                                                | Copenaghen                                                               | Danimarca                                                                | 0 – 0                                                                    | Svizzera                                                                 | Amichevole                                                               | -                                                                        | [ 37 ]                                                                   |
| 8-6-2024                                                                 | Brøndbyvester                                                            | Danimarca                                                                | 3 – 1                                                                    | Norvegia                                                                 | Amichevole                                                               | -1                                                                       | Cap.                                                                     |
| 16-6-2024                                                                | Stoccarda                                                                | Slovenia                                                                 | 1 – 1                                                                    | Danimarca                                                                | Euro 2024 - 1º turno                                                     | -1                                                                       | Cap.                                                                     |
| 20-6-2024                                                                | Francoforte sul Meno                                                     | Danimarca                                                                | 1 – 1                                                                    | Inghilterra                                                              | Euro 2024 - 1º turno                                                     | -1                                                                       | Cap.                                                                     |
| 25-6-2024                                                                | Monaco di Baviera                                                        | Danimarca                                                                | 0 – 0                                                                    | Serbia                                                                   | Euro 2024 - 1º turno                                                     | -                                                                        | Cap.                                                                     |
| 29-6-2024                                                                | Dortmund                                                                 | Germania                                                                 | 2 – 0                                                                    | Danimarca                                                                | Euro 2024 - Ottavi di finale                                             | -2                                                                       | Cap.                                                                     |
| 5-9-2024                                                                 | Copenaghen                                                               | Danimarca                                                                | 2 – 0                                                                    | Svizzera                                                                 | UEFA Nations League 2024-2025 - 1º turno                                 | -                                                                        |                                                                          |
| 8-9-2024                                                                 | Copenaghen                                                               | Danimarca                                                                | 2 – 0                                                                    | Serbia                                                                   | UEFA Nations League 2024-2025 - 1º turno                                 | -                                                                        |                                                                          |
| 12-10-2024                                                               | Murcia                                                                   | Spagna                                                                   | 1 – 0                                                                    | Danimarca                                                                | UEFA Nations League 2024-2025 - 1º turno                                 | -1                                                                       |                                                                          |
| 15-10-2024                                                               | San Gallo                                                                | Svizzera                                                                 | 2 – 2                                                                    | Danimarca                                                                | UEFA Nations League 2024-2025 - 1º turno                                 | -2                                                                       |                                                                          |
| 15-11-2024                                                               | Copenaghen                                                               | Danimarca                                                                | 1 – 2                                                                    | Spagna                                                                   | UEFA Nations League 2024-2025 - 1º turno                                 | -2                                                                       |                                                                          |
| 18-11-2024                                                               | Leskovac                                                                 | Serbia                                                                   | 0 – 0                                                                    | Danimarca                                                                | UEFA Nations League 2024-2025 - 1º turno                                 | -                                                                        |                                                                          |
| 20-3-2025                                                                | Copenaghen                                                               | Danimarca                                                                | 1 – 0                                                                    | Portogallo                                                               | UEFA Nations League 2024-2025 - Quarti di finale                         | -                                                                        | Cap.                                                                     |
| 23-3-2025                                                                | Lisbona                                                                  | Portogallo                                                               | 5 – 2 dts                                                                | Danimarca                                                                | UEFA Nations League 2024-2025 - Quarti di finale                         | -5                                                                       | Cap.                                                                     |
| 10-6-2025                                                                | Odense                                                                   | Danimarca                                                                | 5 – 0                                                                    | Lituania                                                                 | Amichevole                                                               | -                                                                        |                                                                          |
| Totale                                                                   |                                                                          | Presenze (5º posto)                                                      | 114                                                                      |                                                                          | Reti                                                                     | -96                                                                      |                                                                          |

## Palmarès

### Club
- Coppa  di Portogallo degli under 14 2000-2001 : Estorli Praia
- Campionato inglese di seconda divisione: 1

Leicester City: 2013-2014
- Campionato inglese: 1

Leicester City: 2015-2016
- Coppa d'Inghilterra: 1

Leicester City: 2020-2021
- Community Shield: 1

Leicester City: 2021
- Coppa di Lega scozzese: 1

Celtic: 2024-2025
- Campionato scozzese: 1

Celtic: 2024-2025

### Individuale
- PFA Football League Two Team of the Year: 1[38]

2009-2010
- PFA Football League Championship Team of the Year: 2[39]

2012-2013, 2013-2014
- Calciatore danese dell'anno: 4

2016, 2017, 2019, 2020